# Плющиха (станция метро)
«Плющи́ха» — планируемая станция Московского метрополитена на Калининско-Солнцевской линии. Будет связана пересадкой со станцией «Смоленская» на Арбатско-Покровской линии. Будет располагаться на границе районов Арбат и Хамовники (ЦАО) под Смоленской-Сенной площадью. Получила своё название по одноимённой улице. Станцию планировали начать строить после 2021 года в составе участка «Деловой центр» — «Третьяковская», который соединит Калининскую и Солнцевскую линии, но на данный момент сроки строительства неизвестны.

## История
Название станции было утверждено 24 июня 2008 года постановлением правительства Москвы на основании предложения городской межведомственной комиссии по наименованию территориальных единиц, улиц и станций метрополитена.
В марте 2012 года во время показа мэру столицы Сергею Собянину дальнейшего плана развития Калининской линии заместитель мэра Марат Хуснуллин пропускает «Плющиху» и рассказывает уже о следующей за ней «Дорогомиловской». Хуснуллин также заметил, что обе станции данного участка (включая «Волхонку») могут стать первыми в Москве станциями закрытого типа. Однако от такого конструктивного типа станции позднее отказались в ходе проектирования.
В августе 2017 года стало известно о том, что строительные работы на центральном участке Калининско-Солнцевской линии, включающем в себя станцию «Плющиха», предполагалось начать в 2021—2022 годах, после того, как замкнётся Большая кольцевая линия.
| - Июль 2015 года, Смоленская-Сенная площадь. Подготовительные работы на месте будущей станции |

В октябре 2012 года велись работы по освоению местности и геодезические работы. Проектирование станции планировалось закончить в 2015 году, а открытие станции было намечено после 2021 года.
Согласно Адресной инвестиционной программе города Москвы (Приложение 1 к постановлению Правительства Москвы от 10 октября 2017 года), станция входила в перечень объектов строительства до 2023 года. Несмотря на это, в начале 2018 года участок «Деловой центр» — «Третьяковская» полностью исчез из планов по строительству метрополитена. Однако позднее стало известно, что станцию всё-таки построят.
13 марта 2019 года мэр Москвы Сергей Собянин заявил, что соединение Калининского и Солнцевского радиуса не планируется, однако позднее стало известно, что к обсуждению проекта станции вернутся к 2023 году.
18 февраля 2020 года власти неожиданно вернулись к проекту соединения Калининско-Солнцевской линии. Заместитель мэра по Градостроительной политике Андрей Бочкарёв заявил о том, что сейчас изучаются возможности соединения Калининского и Солнцевского радиусов, и о проблемах строительства в местах повышенной сложности из-за нестабильного грунта и плотной исторической застройки на поверхности. Он сказал, что центральный участок будет строиться и что тоннелепроходческий комплекс завершит свою работу на «Третьяковской», однако даты начала и конца строительства не уточнил.

## Расположение и вестибюли
Расположение станции планировалось частично под Смоленской-Сенной площадью, она должна была иметь один подземный вестибюль. Выходы из него должны были вести к Плющихе и Смоленскому бульвару.

## Архитектура и оформление
Станцию планируется построить по типовому проекту. Цветовая гамма — золотисто-чёрная. В целях безопасности пассажиров на станции должны были быть установлены платформенные раздвижные двери. Однако от стеклянных перегородок отказались ввиду некоторых неудобств их использования.

## Пересадки
«Плющиха» будет построена с пересадкой на станцию «Смоленская» Арбатско-Покровской линии.